# Федеральный исполнительный совет Австралии
Федеральный исполнительный совет Австралии (англ. Federal Executive Council) — созданный согласно конституции Австралии верховный исполнительный орган страны. Федеральный исполнительный совет Австралии аналогичен подобным государственным институтам, существующим в других странах, входящих в Содружество, например таких как Исполнительный совет в Новой Зеландии, Тайный совет в Канаде и Великобритании. Федеральный исполнительный совет возглавляется генерал-губернатором Австралии, и его основная задача заключается в «оказании содействия» (на практике в управлении действиями) генерал-губернатору. В отличие от аналогичных институтов Великобритании и Канады лидер оппозиции, как правило, не является членом Федерального исполнительного совета.